# Miss Santa Cruz 2015
La 36.ª edición del certamen Miss Santa Cruz, correspondiente al año 2015 se celebró el día 23 de mayo organizado por la Agencia Promociones Gloria en el Salón Sirionó de la FexPo, Santa Cruz de la Sierra, aparte de la corona Miss Santa Cruz se entregara los títulos de Srta Santa Cruz, Miss Litoral y Srta Litoral. Las Concursantes de todo el Departamento de Santa Cruz pasaron por un proceso de preselección "Casting y la compitieran por el más importante título de belleza del Santa Cruz. Al finalizar la velada, la Srta Santa Cruz 2014, Jhoselin Torro, Miss Litoral 2014, Andrea Forfori  y Srta Litoral 2014 Brenda Ibáñez, entregaron a sus corona a sus sucesoras, las 4 ganadoras representaron a Santa Cruz y al Litoral en el Miss Bolivia 2015.

## Resultados Finales
Noche final del evento del Miss Santa Cruz 2015 fue el 23 de mayo.
| Resultados Final                | Representación                | Delegada                            |
| Miss Santa Cruz 2015 (Renuncio) | - Curumechaca                 | - Paula Caroline Schneider Aguilera |
| Srta Santa Cruz 2015            | - Voluntariado Cáncer de Mama | - Claudia Cecilia Camacho Menacho   |
| Miss Litoral 2015               | - Club de Leones Hamacas      | - Sharon Valverde Zeballos          |
| Srta Litoral 2015               | - San Javier                  | - Joyce Prado Ribera                |
| 1º Finalista                    | - Grupo Voluntario Niño Feliz | - Flavia Murillo Cuellar (Δ)        |
| 2º Finalista                    | - Comarapa                    | - Daniela Chávez                    |
| 3º Finalista                    | - Porongo                     | - Laura Paola Parada Flores         |

(Δ) Fue elegida por el voto del público en internet
Datos Nesesario:
- Paula Schneider (Miss Santa Cruz) - ganó el Miss Bolivia Universo 2015 pero tiempo después renunció a la corona nacional y departamental.

- Claudia Camacho (Srta Santa Cruz) participó en Miss Bolivia 2015 en el cual resultó de Primera Finalista
- Sharon Valverde (Miss Litoral) participó en Miss Bolivia 2015 en el cual resultó de Tercera Finalista
- Joyce Prado (Srta Litoral) participó en Miss Bolivia 2015 en el cual ganó el título de Miss Turismo Bolivia 2015

## Jurado Calificador
Un jurado realmente bello es el que tendremos para el Miss Santa Cruz 2015; 7 exreinas de belleza serán las encargadas de elegir a la próxima reina cruceña.
- Andrea Abudinen, Señorita Santa Cruz 2004 y Miss Bolivia Universo 2004
- Patricia Arce. Señorita Santa Cruz 1987 y Miss Bolivia Universo 1987. Fue Reina Internacional de la Caña en 1985.
- Susana Vaca Díez, Señorita Litoral 2002 y Miss Bolivia Tierra 2002.
- Jéssica Sulzer, Miss Santa Cruz 1996 y 3.ª Finalista del Reina Mundial del Pacífico en Ecuador.
- Carla Morón, Señorita Santa Cruz 1995 y Miss Bolivia Mundo 1995. Semifinalista del Miss Mundo 1995 en Sudáfrica. Electa como La Modelo del Siglo en 1999.
- Viviana Méndez, Miss Litoral 2005 y Miss Bolivia Mundo 2005. Reina del Carnaval Cruceño 2006.
- Gabriela Oviedo, Señorita Litoral 2003 y Miss Bolivia Universo 2003

## Previos
| Títulos                 | Representación                | Candidata                           |
| Miss Deporte Patra      | - Club de Leones Hamacas      | - Sharon Valverde Zeballos          |
| Miss Talento            | - Grupo Voluntario Niño Feliz | - Flavia Murillo Cuellar            |
| Miss Cielo              | - Grupo Voluntario Niño Feliz | - Flavia Murillo Cuellar            |
| Miss Elegancia Rosamar  | - San Javier                  | - Joyce Prado Rivera                |
| Miss Silueta Paceña     | - Club de Leones Hamacas      | - Sharon Valverde Zeballos          |
| Mejor Sonrisa Orest     | - Curumechaca                 | - Paula Caroline Schneider Aguilera |
| Chica Amazonas          | - Curumechaca                 | - Paula Caroline Schneider Aguilera |
| Mejor Cabellera Sedal   | - Voluntariado Cáncer de Mama | - Claudia Cecilia Camacho Menacho   |
| Miss Internet           | - Grupo Voluntario Niño Feliz | - Flavia Murillo Cuellar            |
| Miss Amistad y Simpatía | - Club de Leones Solidaridad  | - Jennifer Coto                     |

## Candidatas
- 14 candidatas fueron confirmadas a competir por la corona del Miss Santa Cruz 2015.

(En la tabla se utiliza su nombre completo, los sobrenombres van entrecomillados y los apellidos utilizados como nombre artístico, entre paréntesis; fuera de ella se utilizan sus nombres «artísticos» o simplificados)
| Representacion                       | Nombre                            | Edad    | Estatura    | Diseñador/a         |
| Porongo                              | Laura Paola Parada Flores         | 21 años | 1,70 metros | Sonia Ortiz         |
| Club de Leones Solidaridad           | Jennifer Coto                     | 24 años | 1,71 metros | Ariel Canido        |
| Grupo Voluntario Niño Feliz          | Flavia Murillo Cuellar            | 20 años | 1,68 metros | Paola Fiorillo      |
| Federación de Fraternidades Cruceñas | Marivel Rivera                    | 20 años | 1,72 metros | Ericka o Kenny      |
| Comarapa                             | Daniela Chávez                    | 18 años | 1,70 metros | Rosamar             |
| Montero                              | Maria Alejandra Álvarez           | 24 años | 1,72 metros | Ronald Reinaga      |
| Miss Andrez Ibàñez                   | Gabriela Cuevas                   | 18 años | 1,72 metros | Rodolfo Pinto       |
| Fraternidad Curumechaca              | Paula Caroline Schneider Aguilera | 20 años | 1,75 metros | Ernesto Barahona    |
| Voluntariado Cáncer de Mama          | Claudia Cecilia Camacho Menacho   | 19 años | 1,73 metros | Kenny Gutiérrez     |
| Miss Vallegrande                     | Romina Vargas                     | 19 años | 1,72 metros | Lenny León          |
| Soprama                              | Diandra Dias                      | 21 años | 1,76 metros | Linda Padiustinnini |
| Club de Leones Hamacas               | Sharon Valverde Zeballos          | 19 años | 1,76 metros | Eduardo Ribera      |
| Miss Villa Primero de Mayo           | Lidia Ivonne Sanchez              | 17 años | 1,74 metros | Richar Elvas        |
| San Javier                           | Joyce Prado Ribera                | 17 años | 1,81 metros | Ernesto Barahona    |

## Datos acerca de las Candidatas
- Paula Schneider - Participó en el Reina Hispanoamericana 2015 en no logró clasificar entre las finalistas, pero ganó el título previo de Chica Amazonas.
- Sharon Valverde - representó a Bolivia en el Miss Supranacional 2015 realizado en Polonia y en el Miss Intercontinental 2015 en ambos concursos se ubicó en el Top 10 de mejores trajes típicos y ambos concurso no clasificó a finalista.
- Joyce Prado - participó en el Miss Model of the World 2015 en China sin éxito, y en el Miss Turismo Internacional 2015 en Vietnam lo cual se ubicó en el Top 12 de las Finalista y obtuvo Top 5 Mejor Pasarela.
- Flavia Murrillo - Ganó el concurso chica Look Cyzone Bolivia 2016[11] y representó a Bolivia Chica Look Cyzone Internacional 2016 en México.
- Laura Parada - representó a Bolivia en el Reinado Internacional de la Piña 2015 en Colombia en el cual resultó de Virreina Internacional de la Piña 2015 además ganó los títulos de Mejor Traje Típico y Miss Silueta.

Datos Nesesarios
- Sharon Valverde - fue ganadora de la corona de Miss Playa Bolivia 2012, concursó en el Miss Playa Mundial 2012 en Punta Cana, República Dominicana en la cual ganó la corona máxima, además obtuvo el tercer lugar de mejor traje típico y Miss Fitnes en 2014.
- Romina Vargas - fue Srta Estudiantil Bolivia 2013 y Miss Vallegrande 2014
- Gabriela Cuevas - fue Miss Andrez Ibañes 2015 y Reina del Carvanal 2015 de la Ciudadela Plan 3000